# Ian Mosley
Pour les articles homonymes, voir Mosley.
Ian Mosley est un batteur britannique né le 16 juin 1953 à Londres (Angleterre), qui joue au sein du groupe britannique Marillion.

## Biographie
Il grandit à Londres, où il se passionne rapidement pour la batterie. Après avoir été batteur de session pour Stevie Wonder et Diana Ross et ayant acquis une certaine renommée grâce à cela, il joue dans une multitude de groupes. Il rejoint tout d'abord en 1973 Darryl Way's Wolf, avant de partir pour la Hollande et le groupe Trace en 1975. Il quitte la formation, après seulement un album, pour retourner en Angleterre où il se fait engager dans le Gordon Giltrap Band. Fanatique de Genesis, il apprend que Steve Hackett recherche un batteur. Il est engagé par ce dernier et participe à deux albums studio en 1983 et en 1984, en jouant parallèlement dans le groupe de rock progressif Renaissance.
En 1984, il auditionne pour le groupe Marillion, à la recherche d'un batteur expérimenté, pour remplacer Mick Pointer. En concurrence avec le batteur Jonathan Mover, qui lui est préféré dans un premier temps, il réussit finalement à être engagé, en tant que musicien de studio toutefois. Bien décidé à se fixer enfin dans un groupe, il s'attaque dès lors avec Marillion à l'écriture de l'album Fugazi. Impressionné par son jeu, les autres membres décident d'en faire un membre permanent. Ainsi, il est donc batteur de Marillion depuis juillet 1984. Il également créé un projet solo en 1996, Iris, en compagnie du bassiste Pete Trewavas et du guitariste français Sylvain Gouvernaire (ex-Arrakeen) et n'a sorti qu'un seul album à ce jour.

## Style
Ian Mosley est un batteur très technique, aux compositions plutôt alambiquées, calquées au sein de Marillion sur les lignes de basse de Pete Trewavas. Son style est plutôt fin, puissant mais sans être brutal. Il est fortement influencé par les batteurs de jazz et de rock progressif, auxquels on le compare parfois.

## Discographie

### Darryl Way's Wolf
- Canis Lupus (1973)
- Saturation Point (1973)
- Night Music (1974)
- Darryl Way's Wolf (1974)
- Anthology (compilation - 1976)

### Trace
- Birds (1975)

### Gordon Giltrap Band
- The Peacock Party (1981)
- Live (1981)

### Steve Hackett
- Highly Strung (1983)
- Till We Have Faces (1984)
- Time Lapse (réunion des anciens musiciens d'Hackett en concert)

### Renaissance
- Time-line (1983)

### Marillion
- Ensemble de la Discographie de Marillion, à partir de Fugazi (1984).

### Iris
- Crossing The Desert  (1996)